# Xiang'an
För andra betydelser, se Xiang'an (olika betydelser).
Xiang'an är ett stadsdistrikt i Xiamens subprovinsiella stad i provinsen Fujian i sydöstra Kina.

## Administrativ indelning
Xiang'an är indelat i ett stadsdelsdistrikt, fyra köpingar och en administrativ enhet på sockennivå. 
Stadsdelsdistrikt (jiedao):

- Dadeng (大嶝街道)

Köpingar (zhen):

- Maxiang (马巷镇)
- Neicuo (内厝镇)
- Xindian (新店镇)
- Xinxu (新圩镇)

Områden på sockennivå:
- Damaoshan Nongchang (大帽山农场)